# Agastrophus voeltzkowi
Agastrophus voeltzkowi är en mångfotingart som beskrevs av Carl Graf Attems 1910. Agastrophus voeltzkowi ingår i släktet Agastrophus och familjen Glyphiulidae. Inga underarter finns listade i Catalogue of Life.